# Heidi Ellmer
Heidi Ellmer (geb. vor 1974) ist eine ehemalige deutsche Fußballspielerin.

## Karriere
Ellmer gehörte dem TuS Wörrstadt als Abwehrspielerin an, mit dem sie am 8. September 1974 im Mainzer Bruchwegstadion das erste Finale um die Deutsche Meisterschaft bestritt. Die vom Bonner Schiedsrichter Walter Eschweiler geleitete Begegnung mit der DJK Eintracht Erle wurde mit 4:0 gewonnen. Auch bei der Premiere des DFB-Pokal-Wettbewerbs 1980/81 erreichte sie mit ihrer Mannschaft das Finale im Stuttgarter Neckarstadion, das mit 0:5 gegen die SSG 09 Bergisch Gladbach verloren wurde.

## Erfolge
- Deutscher Meister 1974
- DFB-Pokal-Finalist 1981